# 바크티
바크티(산스크리트어: भक्ति)는 힌두교에서 신에 대한 헌신과 사랑을 의미하는 단어로, 힌두교 종파들 중 비슈누파와 크리슈나파의 핵심 교리이다. 바크티는 바가바드 기타와 바가바타 푸라나에 세부적으로 기술된다. 그것은 종교적인 표현의 궁극적인 형식으로 주어진다. 그것을 위하여 다른 다르마는 포기되어야 한다. 나라다 바크티 수트라와 같은 다른 교재도 있다.
글자대로 푼다면 '관여(關與)'를 뜻한다. 신에 인간이 결합됨을 말하며 신에 대한 열렬한 절대귀의의 감정과 신애(信愛)라고 번역된다. 이 신애로써 최고신에게 순수무사하게 귀의한다면 그 은총에 의하여 해탈할 수 있다는 것이다. 이 사상은 옛날에는 <바가바드 기타(Bhagavad Gita)>에 있어서의 비슈누신 숭배에서 가장 강조되어 훗날의 힌두교도에게 큰 영향을 주었다. 신애 사상은 비슈누신, 크리슈나 숭배와 함께 발전했으며, 특히 서기 900년경에 <바가바드 프라나>가 만들어져 크리슈나신에 대한 신애가 강조되었다. 이 신애는 매우 열광적이며 신자는 서로 몸을 접촉시키면서 높은 소리로 노래하고 눈물을 흘리는 엑스터시 속에 해탈된다고 한다. 이 점은 <바가바드 기타>의 그것과 다른 점이라 할 수 있다.

## 같이 보기
- 바크티 운동